# Knollen-Beinwell
Der Knollen-Beinwell (Symphytum bulbosum), auch Knolliger Beinwell, Knollige Wallwurz oder Kleinblütige Beinwell genannt, ist eine Pflanzenart aus der Gattung Beinwell (Symphytum) innerhalb der Familie der Raublattgewächse (Boraginaceae). Sie ist im Mittelmeerraum beheimatet und nur an wenigen Fundorten in Südwestdeutschland eingebürgert.

## Beschreibung

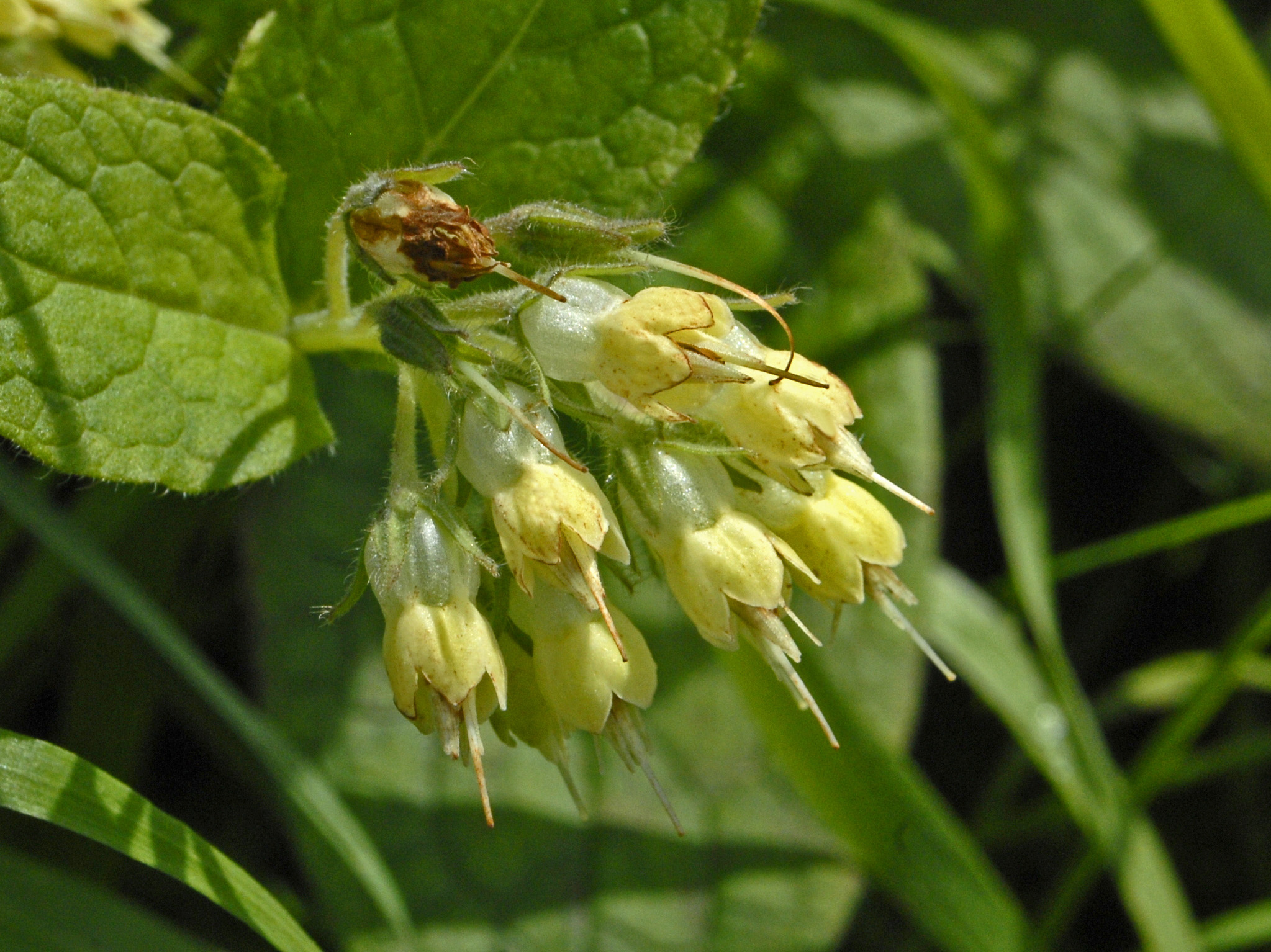
Blütenstand

### Vegetative Merkmale
Der Knollen-Beinwell wächst als ausdauernde krautige Pflanze und erreicht Wuchshöhen von 15 bis 50 Zentimetern. Es werden Ausläufer gebildet. Als Überdauerungsorgane sitzen an den dünnen Rhizomen rundliche Knollen, die zum Trivialnamen Knollen-Beinwell und Artepitheton bulbosum geführt haben. Die Stängel sind locker abstehend behaart. Der Blattstiel ist 1 bis 10 Zentimeter lang. Die Blattspreiten sind eiförmig bis eilanzettlich, 6 bis 15 Zentimeter lang und 2,5 bis 7 Zentimeter breit. Sie sind unterseits nur auf den Nerven weich behaart und wirken wegen der knotenförmigen Basen der Oberseite von unten wie punktiert. Im Gegensatz zum Gemeinen Beinwell laufen die rau behaarten, ovalen und lanzettlich zugespitzten Laubblätter nicht am Stängel hinab. 

### Generative Merkmale
Die Blütezeit liegt in Mitteleuropa zwischen Mai und Juni, im Mittelmeerraum beginnt sie ab März. Die Blüten sind abstehend oder nickend. Der Blütenstiel ist 5 bis 10 Millimeter lang.
Die zwittrige Blüte ist fünfzählig mit doppelter Blütenhülle. Die fünf Kelchblätter sind nur an ihrer Basis verwachsen. Die fünf weich behaarten Kelchzipfel sind bei einer Länge von 3 bis 5 Millimetern linealisch. Die  7 bis 11 Millimeter lange, blass-gelbe Blütenkrone ist mehr trichterförmig als glockig. Die Kronzipfel sind eiförmig-dreieckig und gerade vorgestreckt. Die Schlundschuppen, die man bei vielen Raublattgewächsen findet, sind hier weiß und ragen aus der Blütenkrone hervor. Der sehr ähnliche Knoten-Beinwell (Symphytum tuberosum) besitzt größere Blüten, aus denen die Schlundschuppen nicht hervorragen. Die Staubfäden der Staubblätter sind wenig kürzer als die Staubbeutel. Die Griffel überragen die Krone meist weit.
Die Chromosomenzahl beträgt 2n = 84.

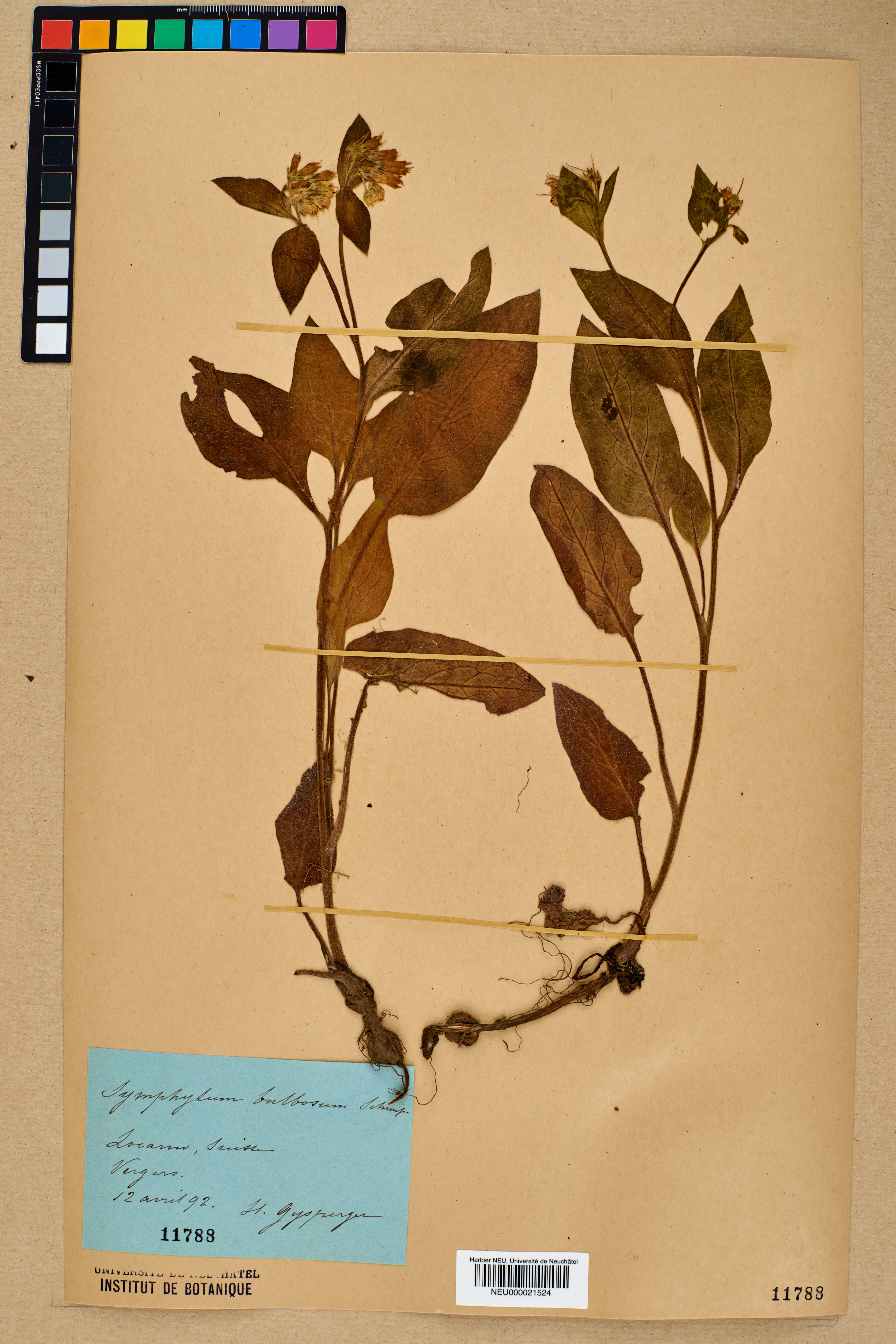
Herbarbeleg

## Vorkommen und Gefährdung
Der Knollen-Beinwell kommt vor allem im nordöstlichen Mittelmeerraum und auf der Balkanhalbinsel vor. Im Westen geht ihr Areal bis Südfrankreich, Korsika und Sardinien, im Süden bis in die Türkei. In Deutschland kommt Knollen-Beinwell eingeschleppt nur an wenigen Fundorten in Baden-Württemberg vor. In Baden-Württemberg ist der Knollen-Beinwell in der Roten Liste gefährdeter Pflanzenarten als gefährdet geführt. In Österreich besiedelt der Knollen-Beinwell als eingebürgerte Art alle Bundesländer.
Der Knollen-Beinwell gedeiht auf frischen, nährstoffreichen und meist kalkarmen, sandigen oder reinen Ton- oder Lehmböden. Er wächst an warmen, halbschattigen Standorten an Waldrändern, in der Nähe von Flüssen oder Bächen, in Parks oder in Gärten. Der Knollen-Beinwell kommt in Süddeutschland in Aegopodion-Gesellschaften vor, aber in seiner Heimat in Südosteuropa gedeiht er in frischen Orno-Ostryon-Gesellschaften.
Die ökologischen Zeigerwerte nach Landolt et al. 2010 sind in der Schweiz: Feuchtezahl F = 3 (mäßig feucht), Lichtzahl L = 2 (schattig), Reaktionszahl R = 4 (neutral bis basisch), Temperaturzahl T = 4+ (warm-kollin), Nährstoffzahl N = 3 (mäßig nährstoffarm bis mäßig nährstoffreich), Kontinentalitätszahl K = 1 (ozeanisch).

## Taxonomie
Die Erstbeschreibung von Symphytum bulbosum erfolgte 1825 durch Karl Friedrich Schimper in Flora, Band 8, S. 17. Das Artepitheton bulbosum bedeutet „knollig“. Synonyme für Symphytum bulbosum K.F.Schimp. sind: Symphytum tuberosum subsp. bulbosum (K.F.Schimp.) P.Fourn., Symphytum zeyheri K.F.Schimp.